# The Burning Season
The Burning Season (bra Amazônia em Chamas) é um telefilme méxico-estadunidense de 1994, do gênero drama histórico-biográfico, dirigido por John Frankenheimer para a rede HBO, com roteiro baseado no romance Burning Season, de Andrew Revkin.
Conta a vida do seringueiro acriano Chico Mendes, interpretado pelo ator porto-riquenho Raúl Julia, da infância pobre em Xapuri até seu assassinato.
O filme foi dirigido por John Frankenheimer e rodado no México. Não houve nenhuma relação da produção com o Brasil, exceto pela presença de Sônia Braga (interpretando a última companheira de Chico). Os demais atores eram todos hispânicos, e o filme é falado em inglês e espanhol.

## Prêmios e indicações
| Prêmio             | Categoria                              | Recipiente         | Resultado |
| ------------------ | -------------------------------------- | ------------------ | --------- |
| Globo de Ouro 1995 | Melhor minissérie ou telefilme         |                    | Venceu    |
| Globo de Ouro 1995 | Melhor ator em minissérie ou telefilme | Raúl Juliá         | Venceu    |
| Globo de Ouro 1995 | Melhor atriz coadjuvante em televisão  | Sonia Braga        | Indicado  |
| Globo de Ouro 1995 | Melhor ator coadjuvante em televisão   | Edward James Olmos | Venceu    |